# Laemophloeus shastanus
Laemophloeus shastanus là một loài bọ cánh cứng trong họ Laemophloeidae. Loài này được Casey miêu tả khoa học năm 1916.